# 恐龍尤物
《恐龍尤物》（英語：The Duff）是一部2015年首映的美國青少年喜劇電影，由亞利·桑德爾執導，喬許·A·卡根（Josh A. Cagan）執筆，改編自柯蒂·凱普林吉（Kody Keplinger）的同名小說，由梅·惠特曼、羅比·艾梅爾、貝拉·索恩、鄭肯、碧安卡·山托斯、史凱樂·山謬斯、羅瑪尼·麥柯及艾莉森·珍妮領銜演出。

## 故事
樂觀直爽的高中女生碧昂卡（梅·惠特曼 飾演）在青梅竹馬兼校內風雲人物－衛斯理（羅比·艾梅爾 飾演）的提醒下，竟發現自己原來就是同學們口中那個又胖又醜、人緣特好，但生來就是為了襯托身旁朋友正又美的「恐龍妹」（DUFF）。而她為了鼓起勇氣向暗戀對象托比（尼克·埃維斯曼 飾演）告白，碧昂卡決定要衛斯理替自己改造，同時更得小心被衛斯理壞心眼的正妹前女友梅蒂森（貝拉·索恩 飾演）霸凌…

## 角色
| 演员                   | 角色                |
| 梅·惠特曼              | 碧昂卡·派珀         |
| 羅比·艾梅爾            | 衛斯理“衛斯”·洛許   |
| 貝拉·索恩              | 梅蒂森·摩根         |
| 碧安卡·山托斯          | 凱西·柯戴羅         |
| 史凱樂·山謬斯          | 潔絲卡“潔絲”·哈里斯 |
| 羅瑪尼·麥柯            | 布坎南校長          |
| 鄭肯                   | 亞瑟                |
| 艾莉森·珍妮            | 妲蒂·派珀           |
| 克里斯·懷爾德          | 菲爾默              |
| 梅海莉·曼寧            | 卡拉                |
| 尼克·埃維斯曼          | 托比·塔克           |
| 賽斯·梅莉瑞德          | AJ                  |
| 嘉布雅拉·福萊蕾        | 艾希莉              |
| 丹妮兒·林恩            | 瑪雅                |
| 大衛·格瑞德利          | 艾倫                |
| 布萊恩·都華·麥克奈馬拉 | 麥特                |

## 製作
2011年11月，CBS電影公司購入了柯蒂·凱普林吉（Kody Keplinger）的小說《恐龍尤物》版權。

### 選角
2014年4月9日，宣布梅·惠特曼擔任主演。2014年4月30日，貝拉·索恩加入了出演陣容。2014年5月12日，鄭肯加入出演陣容。2014年5月22日，絲凱樂·山謬爾斯加入出演陣容。2014年5月27日，羅比·艾梅爾與碧安卡·山托斯加入了出演陣容。2014年6月10日，艾莉森·珍妮加入出演陣容。

### 拍攝
主要拍攝於2014年6月開始，並於同年7月9日完成拍攝。

## 原聲帶
官方電影原聲帶於2015年2月17日由小島唱片正式發行。
| 曲序     | 曲目                             | 歌手                             | 时长  |
| -------- | -------------------------------- | -------------------------------- | ----- |
| 1.       |                                  | 諾娃·洛克菲勒（Nova Rockefeller）                | 3:36  |
| 2.       | Jealous (The Rooftop Boys Remix) | 尼克·強納斯                      | 4:13  |
| 3.       |                                  | 泰根與莎拉                       | 2:51  |
| 4.       |                                  | 打倒男孩                         | 3:23  |
| 5.       | All Night                        | Icona Pop                        | 3:07  |
| 6.       | Somebody to You                  | The Vamps                        | 3:02  |
| 7.       |                                  | 卡麗·坎摩爾                      | 3:36  |
| 8.       | Heavy Mood                       | Tilly and the Wall               | 3:12  |
| 9.       |                                  | 潔西·J                           | 2:40  |
| 10.      |                                  | Junkie XL feat. Joost van Bellen | 4:59  |
| 11.      |                                  | 南西（） feat. 安潔兒·荷茲       | 3:08  |
| 12.      | #Selfie                          | The Chainsmokers                 | 3:04  |
| 总时长： | 总时长：                         | 总时长：                         | 40:58 |

## 播映與釋出
本片於2015年2月20日正式首映，並由獅門與CBS電影公司共同製作。本片的數位HD版於2015年5月26日釋出，藍光DVD則於6月9日釋出，兩者皆由獅門家庭娛樂發行。

## 評價

### 票房
截至2015年3月22日，《恐龍尤物》共獲得$325萬的票房。
於北美，本片獲得美國周末票房第五名（$10,809,149）的開片紀錄，位於《格雷的五十道陰影》、《金牌特務》、《海綿寶寶：海陸大出擊》及《夢想越野線》之後。

### 評論家評價
《恐龍尤物》普遍獲得正面評價。於爛番茄評論中，本片獲得72%的新鮮度、6/10的分數（100位評論家評比）。評論中寫道「《恐龍尤物》雖不算是部達到偉大的青少年電影的水準，但它卻點出了現今流派扭曲的價值觀，加上擁有傑出演技的梅·惠特曼。」在Metacritic的評論中，本片在滿分100分的情況下獲得了56分（28欸評論家評比），獲得了褒貶參半的評價。

## 外部連結
- 互联网电影数据库（IMDb）上《恐龍尤物》的资料（英文）
- Box Office Mojo上《恐龍尤物》的資料（英文）
- 爛番茄上《恐龍尤物》的資料（英文）
- Metacritic上《恐龍尤物》的資料（英文）
- AllMovie上《恐龍尤物》的资料（英文）
- 開眼電影網上《恐龍尤物》的資料（繁體中文）
- 时光网上《恐龍尤物》的資料（简体中文）
- 豆瓣电影上《恐龍尤物》的資料 （简体中文）